# Rastan
Rastan (arabsky الرستن‎), také Rastán nebo ar-Rastan je město v Sýrii, ležící 25 km severně od Homsu v nadmořské výšce 430 metrů. Počet obyvatel se odhaduje na šedesát tisíc. Založil je Seleukos I. Níkátór pod názvem Arethusa, v období Byzantské říše bylo sídlem biskupa. Město je známé výrobou cementu a velkou přehradou na řece Ásí postavenou v roce 1961 bulharskou firmou Techno-Impex. Rodákem z Rastanu byl dlouholetý syrský ministr obrany Mustafa Tlass. Za občanské války patřilo město k hlavním opěrným bodům Svobodné syrské armády a bylo častým cílem bombardování, v květnu 2018 je dobyly vládní jednotky.

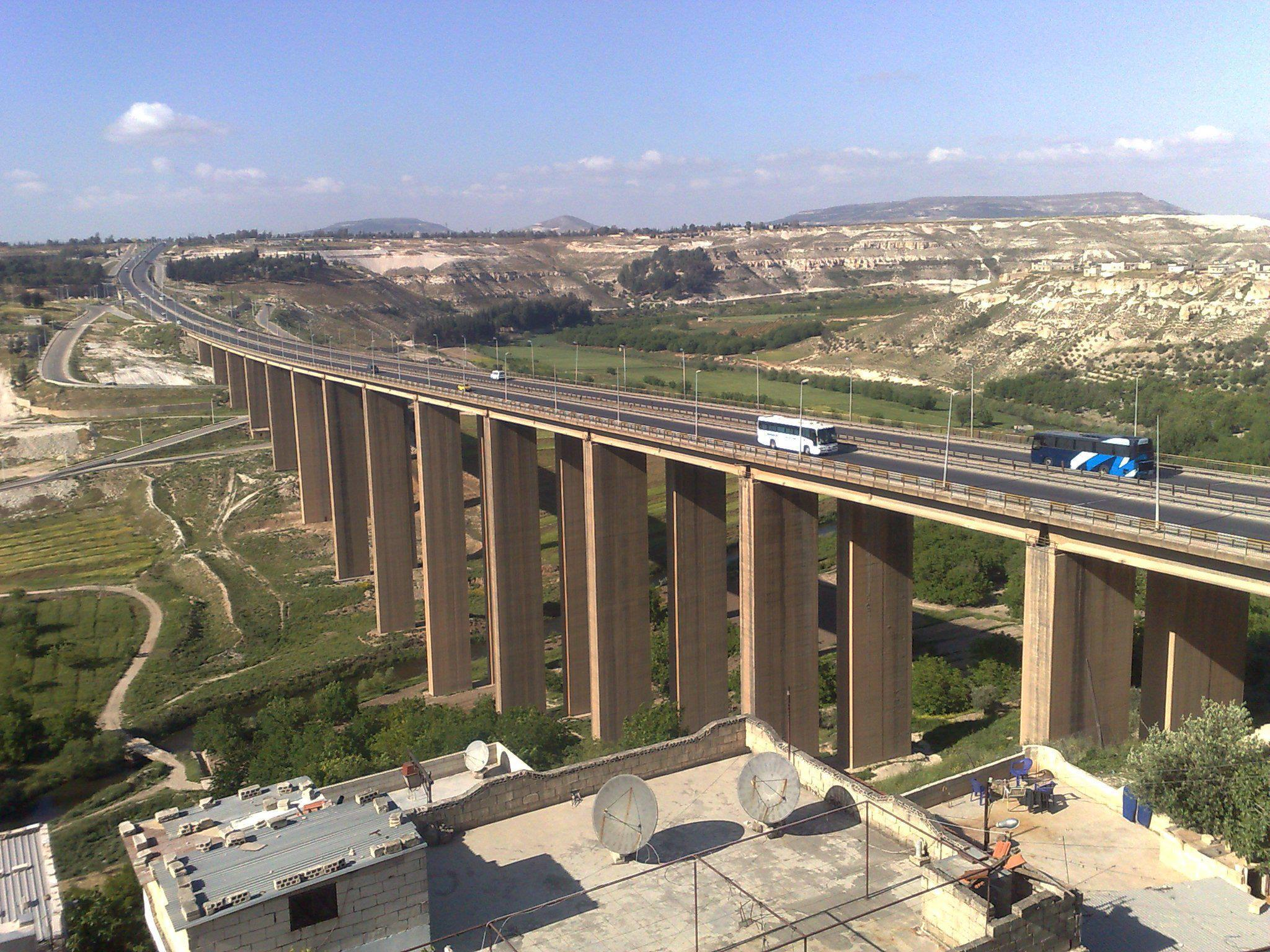
Most v Rastanu

Městem prochází dálnice M5, které spojuje sever Sýrie s jihem. Během občanské války v Sýrii se most v Rastanu stal 6. prosince 2024 cílem útoků ruského letectva. Letadla útočila na most a na pozice povstalců v okolí ve snaze přerušit důležité spojení mezi městy Homs a Hamá.